# Bandvingad cinklod
Bandvingad cinklod (Cinclodes fuscus) är en fågel i familjen ugnfåglar inom ordningen tättingar.

## Utbredning och systematik
Fågeln häckar i södra Chile och södra Argentina, och övervintrar i sydöstra Brasilien, Uruguay och Paraguay. Den behandlas som monotypisk, det vill säga att den inte delas in i några underarter.

## Status
IUCN kategoriserar arten som livskraftig.

## Bilder

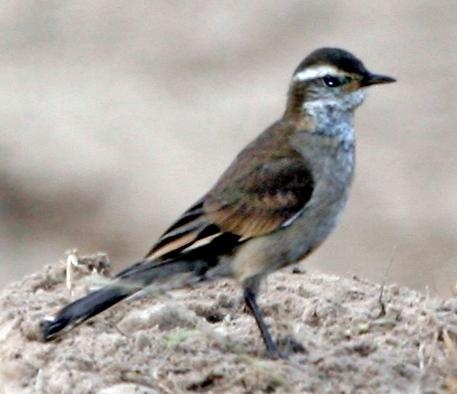
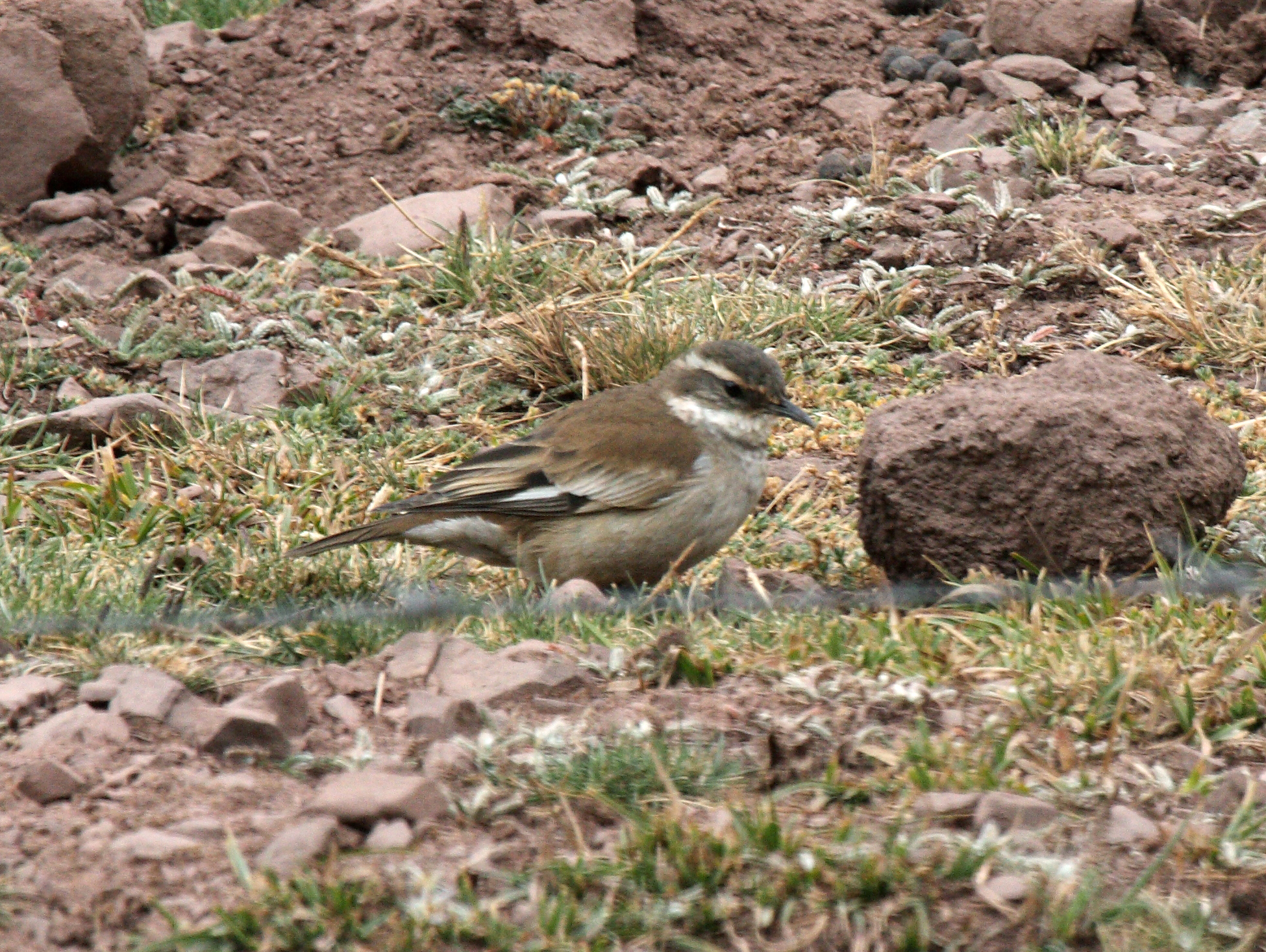